# Elkhart (Indiana)
Elkhart és una ciutat dels Estats Units a l'estat d'Indiana. Segons el cens del 2000 tenia 51.874 habitants.

## Demografia
Segons el cens del 2000, Elkhart tenia 51.874 habitants, 20.072 habitatges, i 12.506 famílies. La densitat de població era de 937,7 habitants/km².
Dels 20.072 habitatges en un 33,4% hi vivien nens de menys de 18 anys, en un 40,9% hi vivien parelles casades, en un 15,3% dones solteres, i en un 37,7% no eren unitats familiars. En el 30,3% dels habitatges hi vivien persones soles el 10,3% de les quals corresponia a persones de 65 anys o més que vivien soles. El nombre mitjà de persones vivint en cada habitatge era de 2,55 i el nombre mitjà de persones que vivien en cada família era de 3,16.
Per edats la població es repartia de la següent manera: un 28,4% tenia menys de 18 anys, un 11,1% entre 18 i 24, un 31,7% entre 25 i 44, un 18% de 45 a 60 i un 10,7% 65 anys o més.
L'edat mediana era de 31 anys. Per cada 100 dones de 18 o més anys hi havia 94,6 homes.
La renda mediana per habitatge era de 34.863$ i la renda mediana per família de 40.514$. Els homes tenien una renda mediana de 30.674$ mentre que les dones 22.760$. La renda per capita de la població era de 17.890$. Entorn de l'11,1% de les famílies i el 13,6% de la població estaven per davall del llindar de pobresa.

## Poblacions més properes
El següent diagrama mostra les poblacions més properes.